# Прашница
Прашница (anthera) је део прашника биљке. Налазе се на врху прашничког конца.

## Грађа антера
Антеру по правилу изграђују две полуантере (thecae) и укупно четири поленове кесице (loculi). Ипак, постоје изузеци у неким фамилијама биљака, као што је случај код орхидеја. Код њих долази до спајања суседних поленових кесица. Спајањем се образује јединствена шупљина, али има и супротних примера, где се стварају преграде унутар поленових кесица, па шупљина у антери има много, некада чак и до 60. Код мимоза коморица има осам, а код имеле 50.

## Облик антера
Облик антера се разликује код појединих врста. Код рода Acalypha на пример, који припада породици млечика, антере су црволике.